# التعليم في الشرق الأوسط وشمال إفريقيا

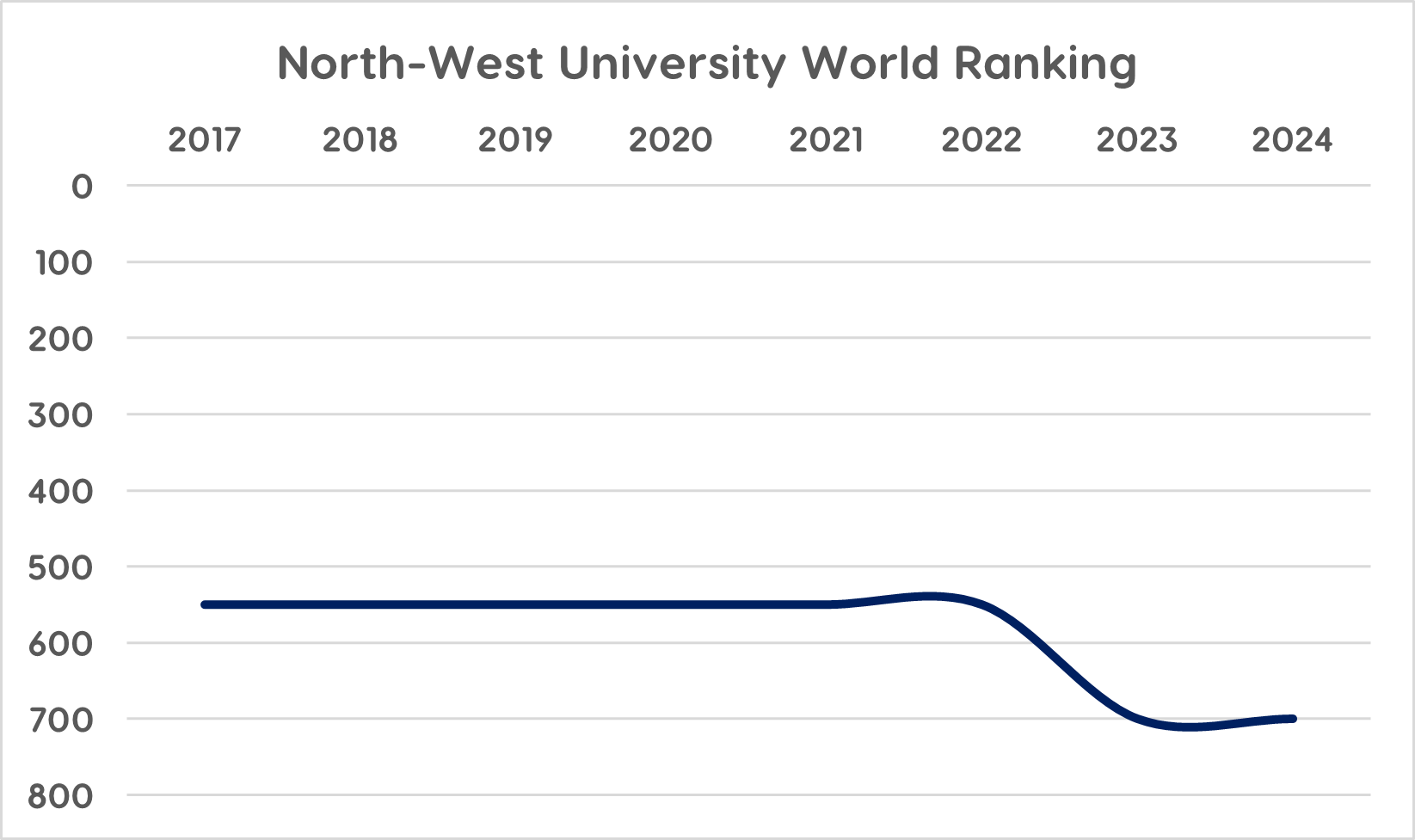
تصنيف جامعة الشمال الغربي العالمي

أكد الإعلان العالمي لحقوق الإنسان أهمية التعليم، إذ يُعد حقًا أساسيًا من حقوق الإنسان وأحد عناصر التقدم الأساسية. يشمل التعليم نطاق القيم الاجتماعية والأخلاقية والتقاليد والدين والسياسة والتاريخ. فهي مجموعة المعرفة المكتسبة التي تزود القوى العاملة الناشئة بالمهارات اللازمة لضمان مشاركتهم الفعالة في التنمية الاقتصادية. ويُحسِّن اكتساب مهارات القراءة والكتابة والحساب وحل المسائل من قيمة وكفاءة العمل. فهي تعمل على خلق قوى عاملة ماهرة ومرنة فكريًا بواسطة التدريب والخبرات والمؤهلات الأكاديمية. تعزز القوى العاملة المحترفة جودة الإنتاجية الاقتصادية للدولة وتضمن ملاءمتها للقدرة التنافسية للأسواق العالمية. وفقًا لآخر تقرير بحثي من صندوق الأمم المتحدة للسكان، اهتمت بلدان مثل مصر والأردن والجزائر بتنظيم الأسرة والرعاية الصحية والتعليم، إذ شهدت لاحقًا تنمية اقتصادية أسرع من البلدان التي لم تعط الاهتمام الكافي لبرامج التنمية الاجتماعية.

## مكانة التعليم في الشرق الأوسط

### معلومات عامة عن الشرق الأوسط
تضم منطقة الشرق الأوسط وشمال إفريقيا دول الجزائر والبحرين وجيبوتي ومصر وإيران والعراق والأردن والكويت ولبنان وليبيا ومالطا وموريتانيا والمغرب وعمان وقطر والسعودية والصومال والسودان وسوريا وتونس وتركيا والإمارات العربية المتحدة وفلسطين واليمن. مع أن إسرائيل تقع جغرافيًا في منطقة الشرق الأوسط، يركز هذا المقال على البلدان الناطقة بالعربية غالبًا، إضافةً إلى إيران وتركيا.
تشترك معظم دول الشرق الأوسط وشمال إفريقيا في سمات تكوين الهوية، الإسلام هو الدين الرئيسي، واللغة العربية لغة مشتركة، باستثناء إيران وتركيا، إلا أنها تختلف في العرق والتقاليد والتاريخ واللهجات العربية. وتختلف استراتيجيات التنمية الاقتصادية بين الدول المنتجة للنفط مثل الكويت والإمارات العربية المتحدة والدول غير المنتجة للنفط مثل تونس والأردن.
خلال القرن التاسع عشر وبداية القرن العشرين، كانت معظم بلدان المنطقة تحت الاستعمار الأوروبي. ومع أن السلطات الاستعمارية كانت أول من أدخل التعليم الإلزامي، كان الوصول إلى التعليم الحديث -على النمط الأوروبي- مقتصرًا على الطبقة الراقية. وقد صُمِّم التعليم الاستعماري بطرق عديدة لتشكيل التنمية الفكرية المحلية والحد من قدرة الناشطين المحليين على تحدي السيطرة السياسية للمستعمرين، مع تعزيز الثقافة الغربية، إن استعداد المستعمرين للنهوض بثقافة غربية مهيمنة ومتفوقة نتج عنه ضم مزيد من الأراضي في منطقة الشرق الأوسط وشمال إفريقيا وفرض قيود على المواطنين.
استثمرت مستعمرات مثل تونس ومصر في بعثات تعليمية، إذ أرسلت نخبة من الطلاب إلى أوروبا حيث يمكنهم دراسة التكنولوجيا وأنماط الحياة ثم ينقلون معرفتهم المكتسبة إلى بلدانهم الأصلية. أدت هذه التدابير إلى إنشاء مدارس حديثة في القرن التاسع عشر مثل مدرسة باردو للفنون التطبيقية -سنة 1830- والمدرسة الفرنسية للفنون التطبيقية في تونس.
بحلول أواخر القرن التاسع عشر، كان هناك وعي واسع النطاق بتأثير الثقافة الغربية. إذ دُربَت النخبة المثقفة الجديدة في مدارس متخصصة تحت إشراف المتخصصين الأوروبيين. ودربت الحكومات التي تسعى إلى الإصلاح نخبة المثقفين بوصفهم مسؤولين وأطباء ومهندسين وضباط شرطة. في القاهرة، دُرب المحامون في كلية الحقوق الفرنسية ليتمكنوا من العمل في المحاكم المختلطة. وفي تونس، سيطر المستعمرون الفرنسيون على المدارس الابتدائية والثانوية مثل الصديقية، وهي مدرسة ثانوية أُنشئت نموذجًا للمدرسة الثانوية الفرنسية.

## الصراع والتعليم في الشرق الأوسط
ذكر تقرير أعدته مجموعة الاستراتيجية التكلفة الأكاديمية للصراع في الشرق الأوسط. فبعد الحرب الأمريكية في العراق سنة 2003، استهدف المسلحون المؤسسات التعليمية عمدًا. سنة 2007، اغتيل 353 أكاديميًا. يوجد حاليًا نحو 800 ألف طفل خارج المدارس، وأكثر من 3 آلاف أكاديمي فروا من البلد. ويبقى أكثر من 30٪ من الأطفال و40٪ من طلاب الجامعات في المنازل بسبب الخوف، وعدم توفر المدارس بالقرب منهم.
وفي حرب لبنان سنة 2006، كان الأطفال اللبنانيون من بين أكثر الأطفال تضررًا، إذ إن 33% من مجموع وفيات المدنيين كانوا من الأطفال ونزح 390,000 طفل. وتعطل تعليم 40,000 طفل خلال الحرب، وتضررت أكثر من 300 مدرسة. ونتيجة لفرض حظر التجوال تعطلت أكثر من 1,300 مدرسة فلسطينية.